# Englebert
Englebert foi uma empresa de pneus belga criada por Oscar Englebert em 1877 na cidade de Liège.
A empresa começou a produzir pneus para carros de corrida a partir da década de 1930, sendo que foram usados em 61 Grandes Prêmios de Fórmula 1 entre os anos de 1950 e 1958, sendo que em oito vezes sagrou-se vencedora da corrida, ambas com a escuderia Ferrari.